# Phương Nghị
Phương Nghị (tiếng Trung: 方毅; Wade–Giles: Fang I; 26 tháng 2 năm 1916 - 17 tháng 10 năm 1997) là một nhà cách mạng, nhà ngoại giao và chính trị gia người Trung Quốc. Là một nhà lãnh đạo quân sự, ông đã tham gia vào Chiến tranh Trung–Nhật lần thứ hai và Nội chiến Trung Quốc. Sau khi thành lập nước Cộng hòa Nhân dân Trung Hoa năm 1949, ông từng là Phó Tỉnh trưởng Phúc Kiến, Phó Thị trưởng Thượng Hải, đại diện kinh tế tại Đại sứ quán Trung Quốc tại Việt Nam Dân chủ Cộng hòa, Chủ tịch Viện Khoa học Trung Quốc và Phó Tổng lý Quốc vụ viện. Ông cũng từng là Ủy viên Bộ Chính trị Đảng Cộng sản Trung Quốc.

## Đầu đời
Phương Nghị sinh ngày 26 tháng 2 năm 1916 ở Hạ Môn, tỉnh Phúc Kiến trong một gia đình nghèo. Tên ban đầu của ông là Phương Thanh Cát (方清吉). Ông có một người anh trai và mẹ mất 26 ngày sau khi ông được sinh ra. Cha ông tái hôn, và có một con trai và con gái khác. Khi Phương Nghị lên tám, cha ông qua đời, gia đình rơi vào cảnh nghèo đói. Với sự giúp đỡ của người chú ruột của mình, ông theo học trường trung học cơ sở số 1 Hạ Môn, một trong những trường tốt nhất ở Hạ Môn. Trong thời gian theo học tại trường, ông gia nhập Đoàn Thanh niên Cộng sản ở tuổi 14, và Đảng Cộng sản Trung Quốc một năm sau đó, vào năm 1931.